# Glossotrophia aetnaea
Glossotrophia aetnaea är en fjärilsart som beskrevs av Louis Beethoven Prout 1935. Glossotrophia aetnaea ingår i släktet Glossotrophia och familjen mätare. Inga underarter finns listade i Catalogue of Life.